# Élections régionales de 2008 en Bavière
Les élections régionales de 2008 en Bavière (en allemand : Landtagswahl im Bayern 2008) se tiennent le 28 septembre 2008, afin d'élire les 180 députés de la 16e législature du Landtag, pour un mandat de cinq ans.
Le scrutin voit une nouvelle fois la victoire de l'Union chrétienne-sociale en Bavière (CSU), qui perd cependant la majorité absolue dont elle disposait depuis 1962. Le ministre-président Günther Beckstein renonce donc à se succéder et Horst Seehofer le remplace à la tête d'une « coalition noire-jaune ».

## Contexte: la démission de Stoiber
Aux élections législatives régionales du 21 septembre 2003, un an à peine après l'échec de la CDU/CSU aux élections fédérales, le ministre-président sortant et président de l'Union chrétienne-sociale en Bavière (CSU) Edmund Stoiber remporte un quatrième mandat. Avec 60,7 % des voix et 124 députés sur 180, la CSU atteint la majorité des deux tiers au Landtag de Bavière. Elle réalise ainsi le deuxième meilleur score de son histoire après 1974.
Laminé, le Parti social-démocrate d'Allemagne (SPD) passe de son côté pour la première fois de son histoire régionale sous la barre des 20 %. À l'inverse, l'Alliance 90 / Les Verts (Grünen) établit leur meilleur résultat avec 7,7 % des voix.
Pourtant, le 19 janvier 2007, Stoiber est contraint d'annoncer sa démission pour le 30 septembre suivant. Il était devenu très impopulaire dans le Land et son parti après avoir refusé d'intégrer la grande coalition fédérale d'Angela Merkel. Tandis que le ministre de l'Économie Erwin Huber lui succède à la présidence de la CSU, étant élu contre le ministre fédéral de l'Agriculture Horst Seehofer, le vice-ministre-président et ministre de l'Intérieur Günther Beckstein prend la direction de l'exécutif du Land.

## Mode de scrutin
Le Landtag est constitué de 180 députés (en allemand : Mitglied des Landtags, MdL), élus pour une législature de cinq ans au suffrage universel direct et suivant le scrutin proportionnel de Hare/Niemayer.
Chaque électeur dispose de deux voix : la première (en allemand : Erststimme) lui permet de voter pour un candidat de sa circonscription uninominale selon les modalités du scrutin uninominal majoritaire à un tour, le Land comptant un total de 91 circonscriptions ; la seconde voix (en allemand : Zweitstimme) lui permet de voter en faveur d'une liste de candidats présentée par un parti au niveau du district ou d'indiquer sa préférence pour un candidat de cette liste, le suffrage étant également attribué à la liste.
Lors du dépouillement, l'intégralité des 180 sièges est répartie à la proportionnelle sur la base du total résultant de l'addition des premières et secondes voix, à condition qu'un parti ait remporté 5 % des voix au niveau du Land. Si un parti a remporté des mandats au scrutin uninominal, ses sièges sont d'abord pourvus par ceux-ci. Les mandats pourvus par les candidats présents sur les listes sont prioritairement attribués à ceux ayant reçu le plus de votes de préférence.
Dans le cas où un parti obtient plus de mandats au scrutin uninominal que la proportionnelle ne lui en attribue, la taille du Landtag est augmentée jusqu'à rétablir la proportionnalité.

## Campagne

### Principaux partis
| Parti | Parti                                                                      | Chef de file                           | Score en 2003               |
| ----- | -------------------------------------------------------------------------- | -------------------------------------- | --------------------------- |
|       | Union chrétienne-sociale en Bavière Christlich-Soziale Union in Bayern     | Günther Beckstein (Ministre-président) | 60,7 % des voix 124 députés |
|       | Parti social-démocrate d'Allemagne Sozialdemokratische Partei Deutschlands | Franz Maget                            | 19,6 % des voix 41 députés  |
|       | Alliance 90 / Les Verts Bündnis 90/Die Grünen                              | Sepp Daxenberger                       | 7,7 % des voix 15 députés   |
|       | Électeurs libres Freie Wähler                                              | Hubert Aiwanger                        | 4,0 % des voix 0 député     |
|       | Parti libéral-démocrate Freie Demokratische Partei                         | Martin Zeil                            | 2,6 % des voix 0 député     |
|       | Die Linke                                                                  | Fritz Schmalzbauer                     | absente 0 député            |

### Sondages
| Institut     | Date       | CSU    | SPD    | Verts  | FDP    | Linke | FW     |
| ------------ | ---------- | ------ | ------ | ------ | ------ | ----- | ------ |
| Institut     | Date       |        |        |        |        |       |        |
| Emnid        | 23/09/2008 | 49,0 % | 20,0 % | 8,0 %  | 8,0 %  | 5,0 % | 7,0 %  |
| GMS          | 22/09/2008 | 48,0 % | 19,0 % | 10,0 % | 7,0 %  | 4,0 % | 7,0 %  |
| FgW          | 19/09/2008 | 47,0 % | 20,0 % | 8,0 %  | 9,0 %  | 4,0 % | 8,0 %  |
| Infratest    | 18/09/2008 | 47,0 % | 21,0 % | 9,0 %  | 8,0 %  | 4,0 % | 7,0 %  |
| GMS          | 09/09/2008 | 49,0 % | 19,0 % | 11,0 % | 7,0 %  | 4,0 % | 5,0 %  |
| FgW          | 01/08/2008 | 50,0 % | 20,0 % | 9,0 %  | 6,0 %  | 4,0 % | 7,0 %  |
| Infratest    | 30/07/2008 | 48,0 % | 22,0 % | 9,0 %  | 8,0 %  | 4,0 % | 5,0 %  |
| Emnid        | 19/07/2008 | 51,0 % | 19,0 % | 9,0 %  | 7,0 %  | 5,0 % | -,- %  |
| TNS          | 11/07/2008 | 48,0 % | 21,0 % | 11,0 % | 8,0 %  | 4,0 % | 5,0 %  |
| GMS          | 10/07/2008 | 50,0 % | 20,0 % | 8,0 %  | 5,0 %  | 5,0 % | 4,0 %  |
| GMS          | 05/06/2008 | 49,0 % | 20,0 % | 9,0 %  | 5,0 %  | 5,0 % | 5,0 %  |
| Infratest    | 01/05/2008 | 48,0 % | 23,0 % | 10,0 % | 6,0 %  | 4,0 % | 5,0 %  |
| Mifm München | 25/04/2008 | 40,0 % | 19,0 % | 12,0 % | 11,0 % | 4,0 % | 11,0 % |
| GMS          | 19/04/2008 | 51,0 % | 20,0 % | 10,0 % | 6,0 %  | 4,0 % | 4,0 %  |
| GMS          | 07/04/2008 | 50,0 % | 21,0 % | 10,0 % | 5,0 %  | 4,0 % | 4,0 %  |
| Emnid        | 02/03/2008 | 51,0 % | 19,0 % | 11,0 % | 6,0 %  | 4,0 % | 3,0 %  |
| Élections    | 21/09/2003 | 60,7 % | 19,6 % | 7,7 %  | 2,6 %  | 0,0 % | 4,0 %  |

## Résultats

### Scores
|                                   | Union chrétienne-sociale en Bavière (CSU)  | Union chrétienne-sociale en Bavière (CSU)  | 2 267 521 | 42,54 | 90        | 2             | 4 603 960  | 43,38 | 2  | 92  | 32            |  |  |  |
|                                   | Parti social-démocrate d'Allemagne (SPD)   | Parti social-démocrate d'Allemagne (SPD)   | 1 017 153 | 19,08 | 1         | 1             | 1 972 437  | 18,57 | 38 | 39  | 2             |  |  |  |
|                                   | Électeurs libres (FW)                      | Électeurs libres (FW)                      | 567 509   | 10,64 | 0         | en stagnation | 1 085 896  | 10,23 | 21 | 21  | 21            |  |  |  |
|                                   | Alliance 90 / Les Verts (Grünen)           | Alliance 90 / Les Verts (Grünen)           | 484 092   | 9,08  | 0         | en stagnation | 999 111    | 9,41  | 19 | 19  | 4             |  |  |  |
|                                   | Parti libéral-démocrate (FDP)              | Parti libéral-démocrate (FDP)              | 432 948   | 8,12  | 0         | en stagnation | 847 227    | 7,98  | 16 | 16  | 16            |  |  |  |
|                                   | Die Linke                                  | Die Linke                                  | 234 480   | 4,40  | 0         | en stagnation | 461 755    | 4,35  | 0  | 0   | en stagnation |  |  |  |
|                                   | Parti écologiste-démocrate (ÖDP)           | Parti écologiste-démocrate (ÖDP)           | 114 261   | 2,14  | 0         | en stagnation | 212 200    | 2,00  | 0  | 0   | en stagnation |  |  |  |
|                                   | Les Républicains (REP)                     | Les Républicains (REP)                     | 74 788    | 1,40  | 0         | en stagnation | 146 073    | 1,38  | 0  | 0   | en stagnation |  |  |  |
|                                   | Parti national-démocrate d'Allemagne (NPD) | Parti national-démocrate d'Allemagne (NPD) | 63 370    | 1,19  | 0         | en stagnation | 123 399    | 1,16  | 0  | 0   | en stagnation |  |  |  |
|                                   | Parti bavarois (BP)                        | Parti bavarois (BP)                        | 60 815    | 1,14  | 0         | en stagnation | 116 464    | 1,10  | 0  | 0   | en stagnation |  |  |  |
|                                   | Autres                                     | Autres                                     | 13 195    | 0,25  | 0         | en stagnation | 43 753     | 0,41  | 0  | 0   | en stagnation |  |  |  |
|                                   |                                            |                                            |           |       |           |               |            |       |    |     |               |  |  |  |
| Votes valides                     | Votes valides                              | Votes valides                              | 5 330 032 | 98,74 |           |               | 10 612 275 | 97,86 |    |     |               |  |  |  |
| Votes blancs et nuls              | Votes blancs et nuls                       | Votes blancs et nuls                       | 68 038    | 1,26  | 183 729   | 2,14          |            |       |    |     |               |  |  |  |
| Total                             | Total                                      | Total                                      | 5 398 070 | 100   | 91        | 1             | 10 796 004 | 100   | 96 | 187 | 7             |  |  |  |
| Abstentions                       | Abstentions                                | Abstentions                                | 3 923 061 | 42,09 |           |               | 3 923 061  | 42,09 |    |     |               |  |  |  |
| Nombre d'inscrits / participation | Nombre d'inscrits / participation          | Nombre d'inscrits / participation          | 9 321 417 | 57,91 | 9 321 417 | 57,91         |            |       |    |     |               |  |  |  |

### Analyse
En recul d'un peu plus de dix-sept points par rapport à 2003, l'Union chrétienne-sociale en Bavière passe, pour la première fois depuis 1966, sous la barre des 50 % des suffrages et réalise son plus mauvais score depuis 1954. Pire encore, le parti dominant du Land ne remporte pas la majorité absolue des sièges, qu'il détenait depuis 1962, une longévité comparable à la CDU dans le Bade-Wurtemberg ou au SPD à Brême. 
Cet échec de la CSU ne fait cependant pas le jeu du Parti social-démocrate d'Allemagne, qui recule encore d'un point, obtenant le plus mauvais résultat de son histoire régionale et se maintenant sous les 20 % des voix. À gauche, la légère progression de l'Alliance 90 / Les Verts compense le recul des sociaux-démocrates, tandis que Die Linke, avec plus de 4 % des voix, parvient à opérer une percée dans ce Land très conservateur.
Ce sont surtout les conservateurs des Électeurs libres, devenus troisième force politique régionale avec tout juste 10 % des suffrages, et le Parti libéral-démocrate, qui revient au Landtag après quatorze ans d'absence, qui profitent du recul de la CSU. Le total des forces de droite est d'ailleurs de 63,5 % et 122 députés, soit à peine deux de moins que les seuls chrétiens-sociaux au cours de la législature précédente.

### Conséquences
Prenant acte de leur échec, Beckstein et Huber renoncent à la direction du gouvernement régional et de la CSU. Le ministre fédéral de l'Agriculture et vice-président du parti, Horst Seehofer, quitte alors Berlin et revient à Munich, prenant la présidence de la CSU et les fonctions de ministre-président. Afin de s'assurer une majorité au Landtag, il forme une coalition noire-jaune avec le FDP, forte de 108 députés sur 187.